# شمعدانی معمولی
شمعدانی معمولی (نام علمی: Pelargonium ×hortorum) نام یک گونه از سرده گل شمعدانی است.